# Grammia nerea
Grammia nerea là một loài bướm đêm thuộc phân họ Arctiinae, họ Erebidae.